# Východní Kordillera (Ekvádor)
 Východní Kordillera, španělsky Cordillera Oriental, je jeden ze dvou hlavních hřebenů And na území Ekvádoru. Rozkládá se ze severu k jihu v délce okolo 600 kilometrů. Společně se západně ležící Západní Kordillerou tvoří rozsáhlou hrásť o šířce 150 až 200 kilometrů, která se zvedá o 4 000 metrů výše nad okolní západně ležící tichomořskou nížinu a východně ležící Amazonskou nížinu.
Nejvyšším vrcholem ekvádorské Východní Kordillery je činný vulkán Cotopaxi (5 897 m). K dalším nejvyšším horám náleží rovněž činné vulkány Cayambe (5 790 m), Antisana (5 693 m) a Sangay (5 326 m).

## Geografie
Ekvádorská Východní Kordillera je vyšší a širší než paralelně západně se rozkládající Západní Kordillera. Pouze místy je rozčleněna hlubokými údolími řek, které vytvářejí kaňony. Východně od Východní Kordillery se nachází ještě další, nižší, tři horská pásma. Bývají nazývány Třetí Kordillera (Tercera Cordillera). Na severu je to Cordillera Napo-Galeras, ve střední části Cordillera de Cutucú a na jihu Cordillera del Cóndor.